# Mandayona
Mandayona è un comune spagnolo di 339 abitanti situato nella comunità autonoma di Castiglia-La Mancia.
Il comune comprende il piccolo centro urbano di Aragosa.